# Poświętne (Masovia)
Poświętne è un comune rurale polacco del distretto di Wołomin, nel voivodato della Masovia.
Ricopre una superficie di 106,26 km² e nel 2004 contava 5 989 abitanti.